# Kedumim
Kedumim oftewel Qedumim (Hebreeuws: קדומים; Arabisch: كدوميم) is een Israëlische nederzetting, gesticht in 1975 op een Israëlische legerpost op de bezette Westelijke Jordaanoever van Palestina in het gouvernement Nablus.
In de Zesdaagse Oorlog van 1967 veroverde en bezette Israël de Westelijke Jordaanoever. Vanaf 1973 werden er para-militaire buitenposten (outposts) gesticht. Hoewel het Israëlische kabinet, de Knesset met een kabinets-resolutie de nederzetting illegaal beoordeelde, kreeg een groepje leden van de nationalistische religieus- zionistische Gush Emunim-beweging in 1975 uiteindelijk toestemming van Shimon Peres (toen Minister van Defensie onder Yitzhak Rabin) om zich voorlopig te vestigen op de legerpost Kaddum van het Israëlisch defensieleger (IDF) ten zuid-westen van de stad Nabloes
De kolonisten hadden zich er intussen genesteld en bleven, terwijl de groep aangroeide. Er ontstonden bloedige rellen tussen de extremistische kolonisten en het leger, dat het aantal kolonisten moest beheersen. De nederzetting werd de oorzaak van veel onenigheid en wrijving.
In 2012 woonden er 4219 kolonisten.
De Veiligheidsraad van de Verenigde Naties bestempelt Israëlische nederzettingen als illegaal; Israël is het oneens met deze besluiten.
In 1976 waarschuwde de toenmalige Israëlische minister-president Yitzhak Rabin dat voortzetting van het stichten van nederzettingen tot apartheid zou kunnen leiden. Hij zei: "Gush Emunim is geen nederzettingenbeweging, maar het is vergelijkbaar met een kanker in het weefsel van Israëls democratische samenleving. Het is een verschijning van een organisatie die het recht in eigen handen neemt.".
Op 30 mei 2006 vond een aanslag plaats in de stad. Een Palestijn vermomd als orthodoxe Israeliër blies zichzelf op bij een tankstation. Er vielen vier doden. Op 6 januari 2025 vond een schietpartij plaats toen gewapende Palestijnse militanten een aanslag op een bus uitvoerden waarbij ook acht mensen werden verwond.